# Саньсянь
Саньсянь (від кит. 三弦, піньїнь: sānxián — три струни) — традиційний китайський струнний щипковий музичний інструмент, що використовується як акомпанемент в китайській опері і традиційному цзяннаньському ансамблі сичжу, а також при виконанні оповідних пісень дагушу і таньци, пісень-декламацій гуцзі з Ланьчжоу. Буває двох видів: великий і малий.
Інша назва — сяньцзи.

## Історія

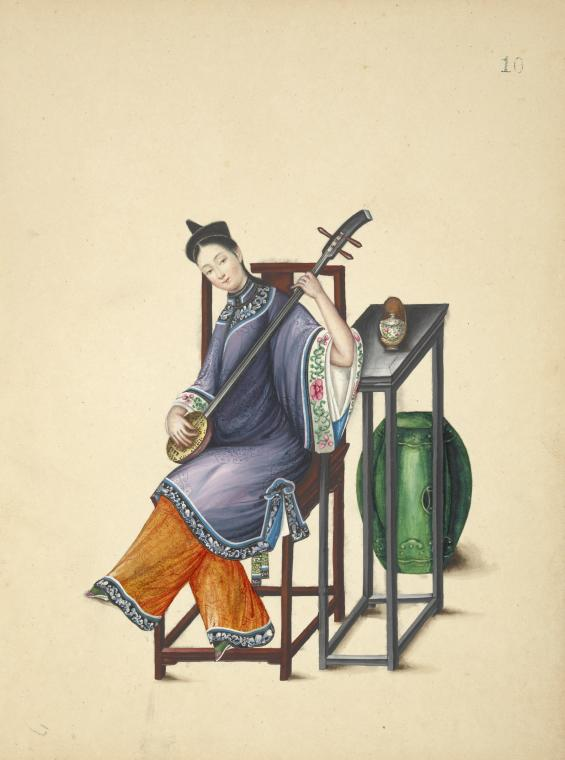
Жінка грає на саньсяні (акварель, Китай, початок XIX століття)

До недавнього часу вважалося, що саньсянь з'явився в Китаї після монгольського завоювання, в XIV столітті, однак сучасні дослідження показують, що саньсянь був відомий ще в часи династії Тан (VII–X ст.).
Саньсянь структурно схожий з такими інструментами Центральної Азії, як сетар і танбур, а походження японського сямісена ведеться безпосередньо від саньсяня (тут проміжною стадією став також рюкюський сансин).
Саньсянь називають одним із чотирьох ключових музичних інструментів в пекінській опері (іншими трьома є цзінху, цзінерху і юецинь). Крім саньсяня і юециня, з щипкових інструментів в оркестрі пекінської опери може бути також піпа.

## Опис
Великий саньсянь поширений на півночі Китаю, його довжина досягає 120 см, в центрально-східному Китаї більше поширений малий саньсянь завдовжки приблизно 95 см, а на півдні країни він може бути ще коротшим — від 80 см.
Закруглена прямокутна дека обтягнута спереду і ззаду зміїною шкірою. Тримач кілочків зігнутий назад і не має ладів. Шийка інструменту довга. У саньсяня три кілочка подовженої форми.
Традиційно три струни робилися з шовку; сучасні струни, зазвичай, робляться з обвитої нейлоном сталі.
Під час гри саньсянь тримається під нахилом, дека впирається в праве стегно музиканта. Грають нігтями або невеликим медіатором.

## Налаштування
- малий саньсянь: A-d-a або d-a-d1
- великий саньсянь: G-d-g